# Hibiscus brackenridgei
Hibiscus brackenridgei är en malvaväxtart som beskrevs av Samuel Frederick Gray. Hibiscus brackenridgei ingår i Hibiskussläktet som ingår i familjen malvaväxter.

## Underarter
Arten delas in i följande underarter:
- H. b. brackenridgei
- H. b. mokuleianus
- H. b. molokaianus

## Bildgalleri

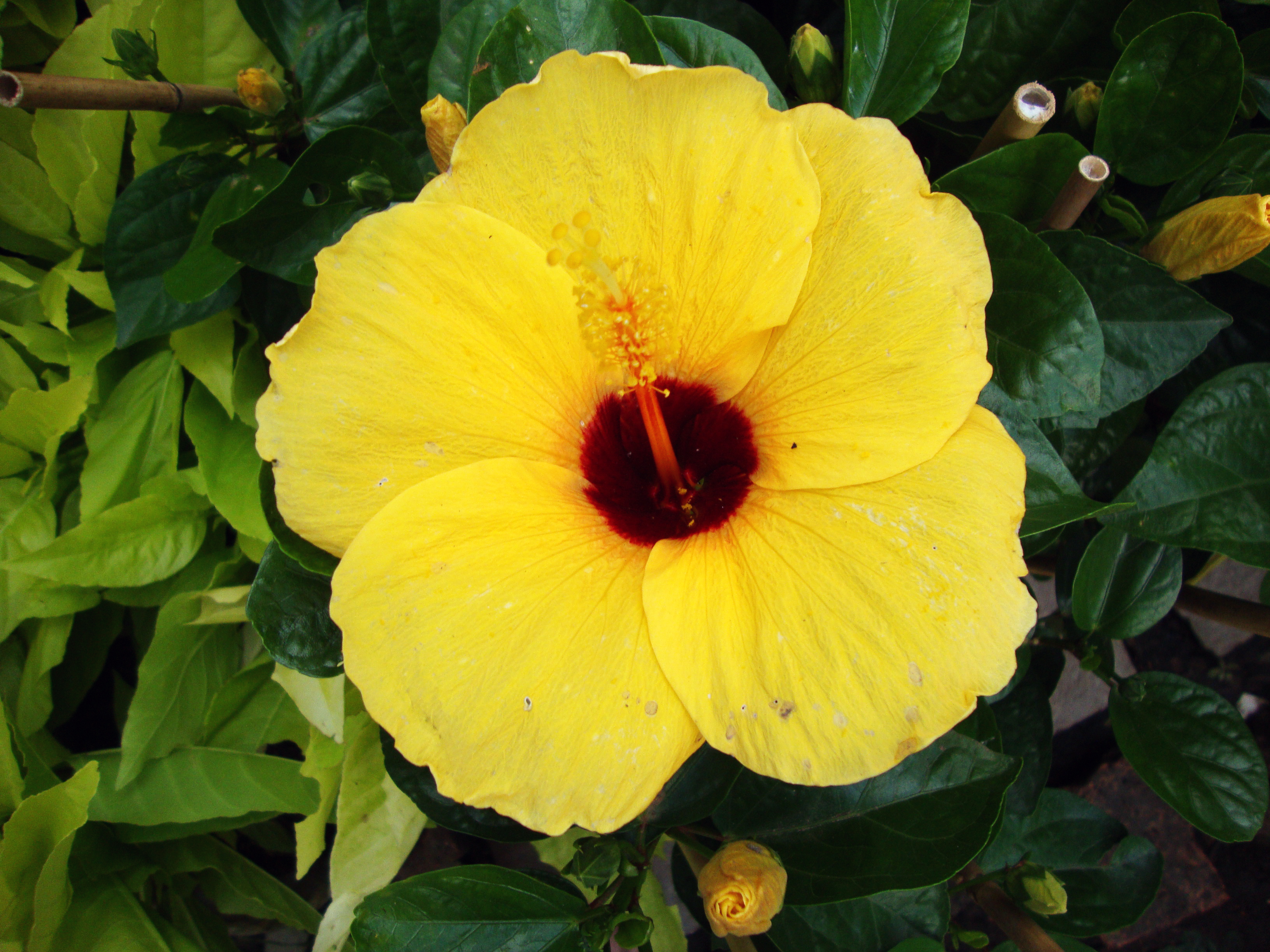
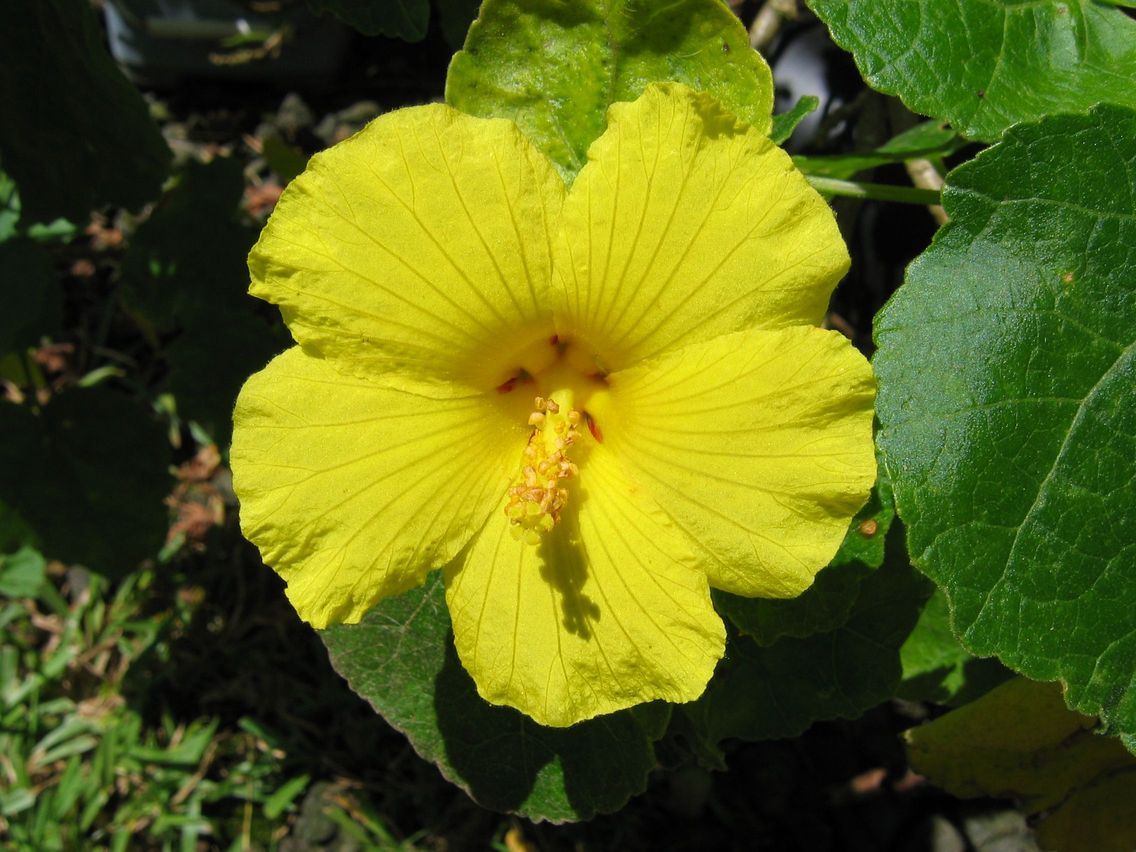
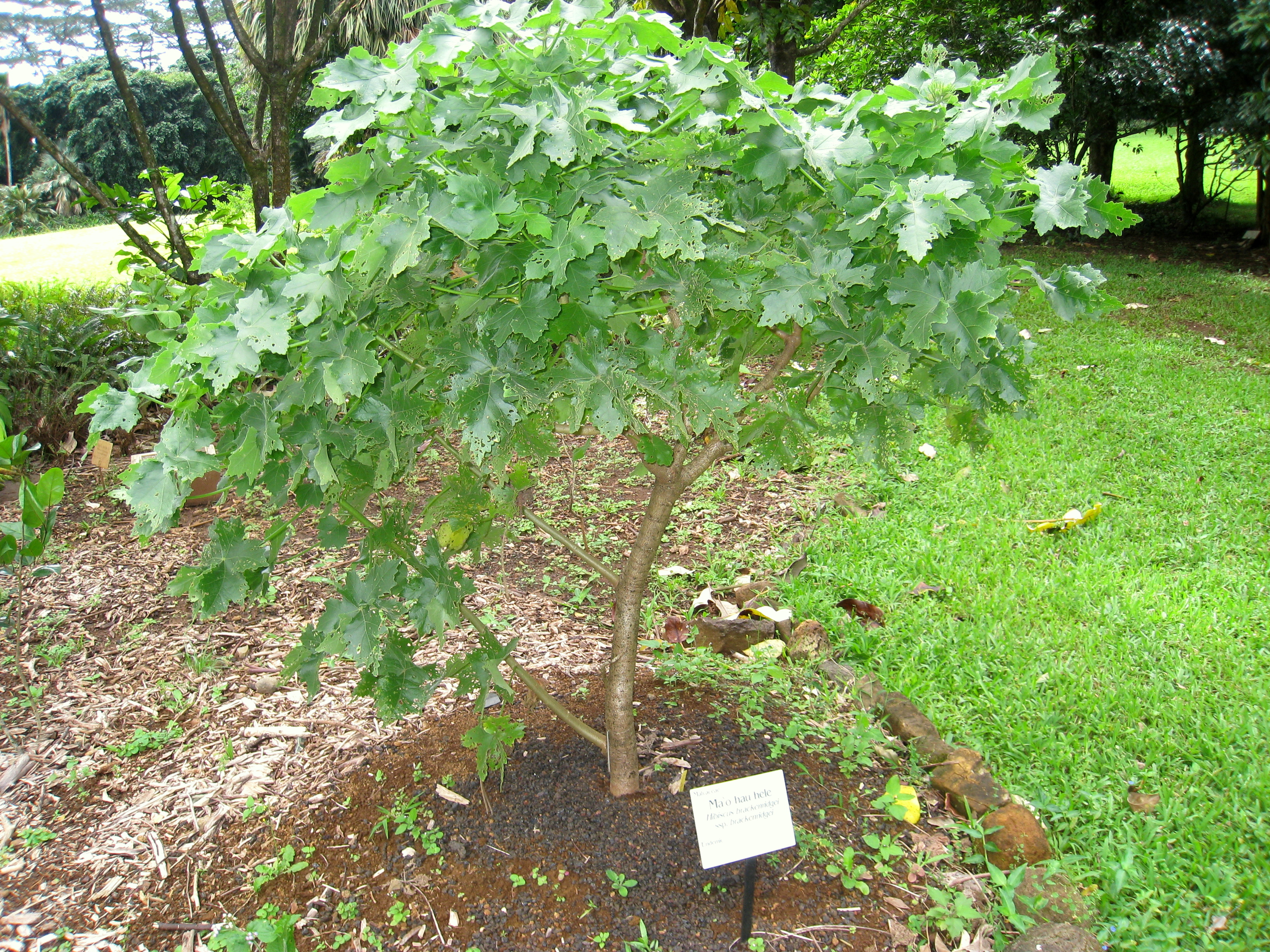
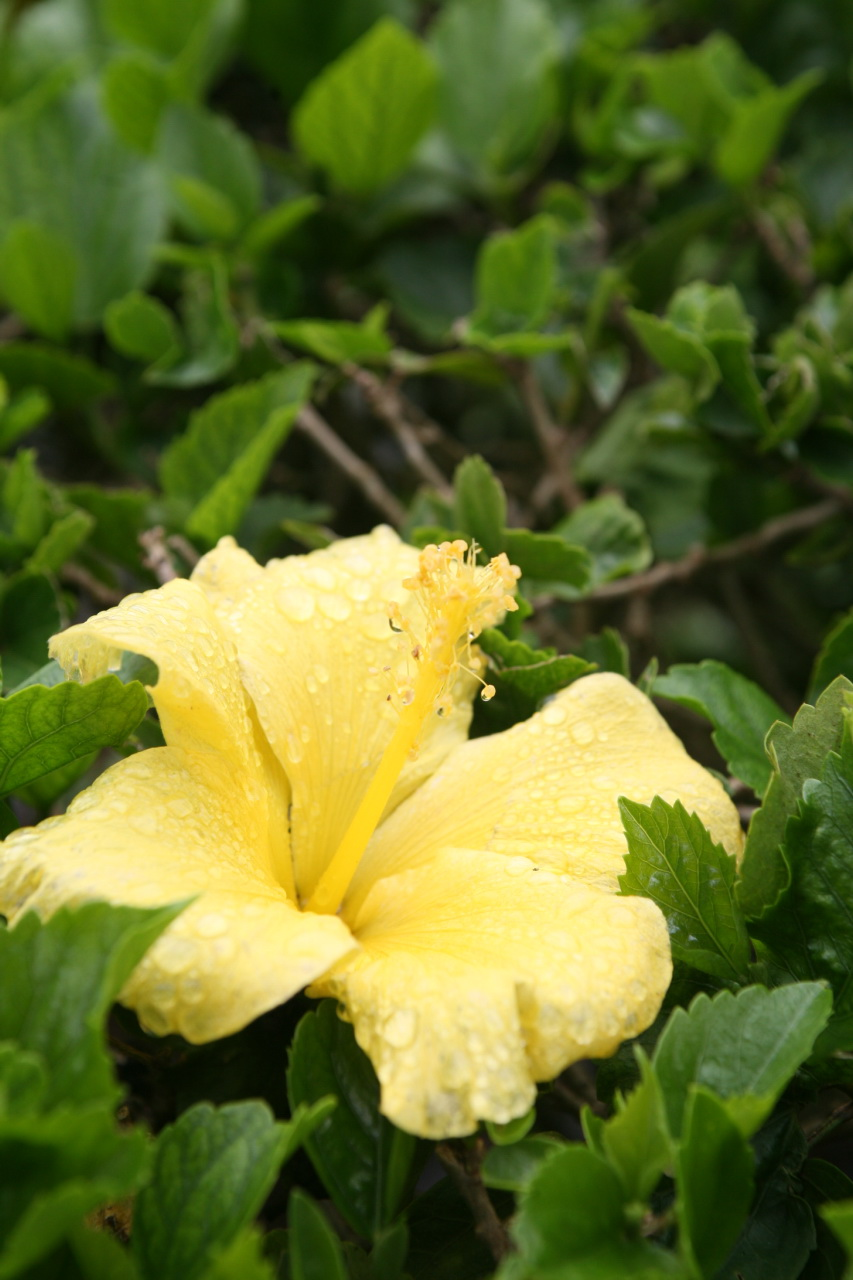
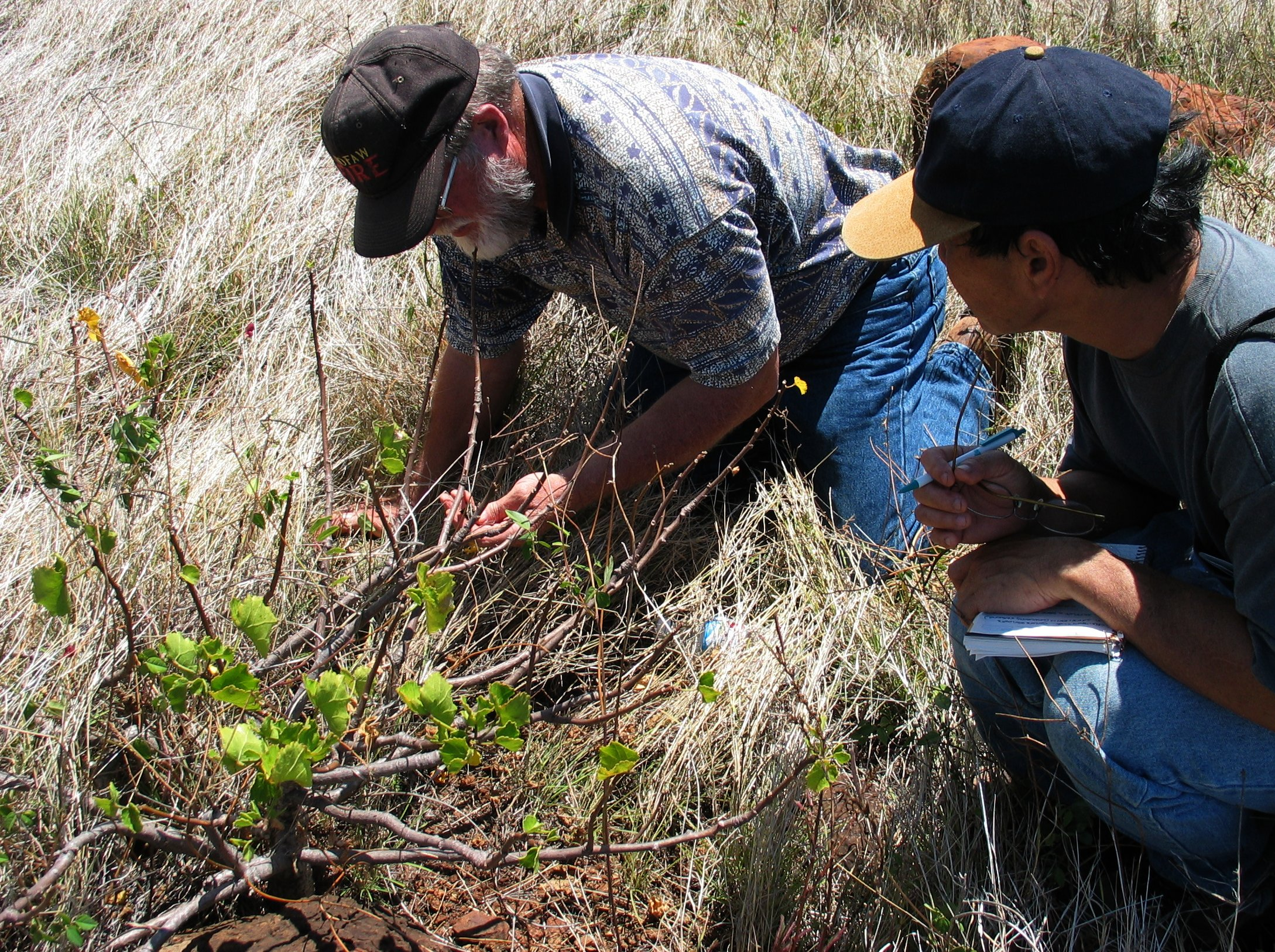
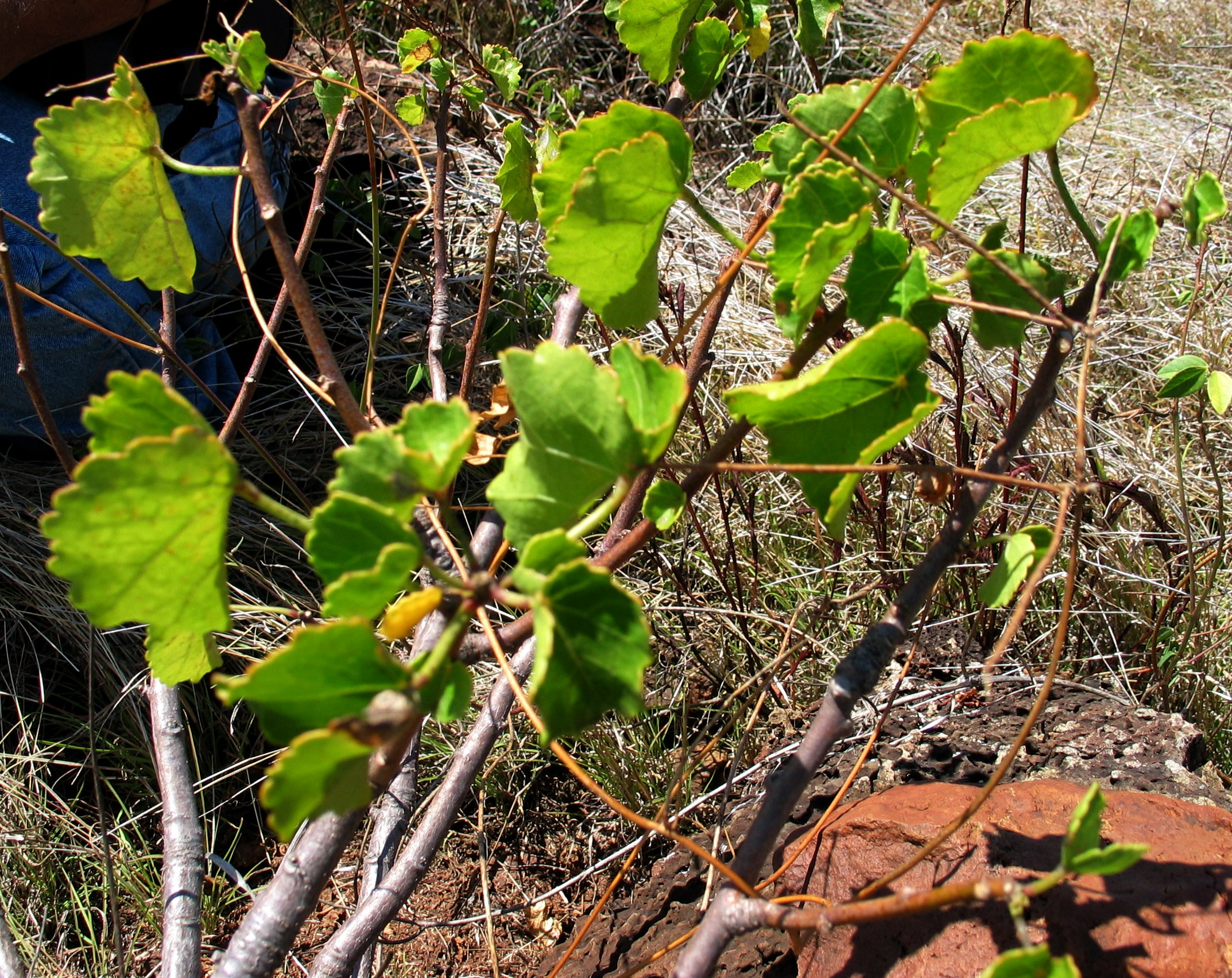